# Laurie Strode
Laurie Strode es un personaje ficticio de la franquicia de películas Halloween. Ha sido interpretada por las actrices, Jamie Lee Curtis y Scout Taylor-Compton. 
Debutó en la película original de 1978 como una estudiante de secundaria que se convierte en el objetivo del asesino en serie Michael Myers / The Shape en la noche de Halloween, quien también se convierte en su archienemigo. Laurie es generalmente considerada la protagonista principal de la serie, con películas posteriores que revelan que Michael es su hermano mayor, aunque este detalle no está presente en la primera película y no se tiene en cuenta por la continuidad final, iniciada en las películas entre 2018-2022.
Laurie ha aparecido en nueve de las trece películas actuales de la franquicia (desde 1978 hasta 2022). Los materiales académicos citan ampliamente a Laurie como uno de los primeros y más influyentes ejemplos del arquetipo de la película slasher de la "Chica final". Ella, junto a Leia Organa y a Ellen Ripley crearon un nuevo arquetipo de feminidad

## Apariciones

### Películas
- Halloween (1978): Laurie, de 17 años, es una estudiante de secundaria que tiene planes de cuidar a Tommy Doyle en la noche de Halloween de 1978. Sin embargo, a lo largo del día, sigue viendo a un misterioso hombre enmascarado observándola donde quiera que vaya; sin que ella lo sepa, él es Michael Myers, un paciente mental escapado que asesinó a su hermana, Judith Myers, 15 años antes y ha comenzado a acecharla. Laurie nota que Michael la observa y se preocupa cada vez más, aunque sus mejores amigas Annie y Lynda ignoran sus preocupaciones. Mientras Laurie cuida a Tommy, Myers mata a Annie y Lynda en la casa al otro lado de la calle. Preocupada cuando no la llaman, Laurie va a investigar y ve sus cadáveres dispuestos para que ella los encuentre, antes de ser atacada por Michael. Apenas escapando, Laurie corre de regreso a la casa Doyle. Michael lo sigue, pero Laurie logra defenderlo el tiempo suficiente para que Tommy y Lindsey escapen. Laurie es salvada por el Dr. Sam Loomis, el psiquiatra de Michael, quien le dispara desde el balcón; cuando Loomis va a revisar el cuerpo de Michael, lo encuentra desaparecido. Un Loomis no sorprendido mira fijamente la noche, mientras Laurie comienza a sollozar de terror.

- Halloween II (1981): Retoma directamente después de la primera película, con Laurie Strode siendo llevada a un hospital. Ella se entera de quién estaba tratando de matarla y sueña con que su madre le diga que fue adoptada y visite a Michael cuando eran niños. Al despertar, comienza a vagar por los pasillos del hospital hasta encontrarse cara a cara con The Shape, que ha estado matando al personal del hospital en su búsqueda. Mientras tanto, el Dr. Loomis descubre que Laurie es la hermana de Michael y Judith; fue puesta en adopción después de la muerte de sus padres, con los registros sellados para proteger a la familia. Al darse cuenta de que Michael ha matado a una hermana y ahora quiere matar a la otra, Loomis corre al hospital para encontrarlas. Laurie le dispara a Michael en los ojos, cegándolo, y Loomis causa una explosión en el quirófano, lo que permite a Laurie escapar. Michael, envuelto en llamas, sale de la habitación antes de colapsar finalmente. La traumatizada Laurie es vista por última vez siendo trasladada a otro hospital, junto con otro sobreviviente, Jimmy.

- Halloween 4: The Return of Michael Myers (1988): Se revela que Laurie murió antes de los eventos de la película, con el papel de protagonista asumida por su hija pequeña, Jamie Lloyd. Una fotografía de Jamie Lee Curtis como Laurie aparece en una escena donde Jamie recuerda a su madre.

- Halloween H20: 20 Years Later (1998): En esta línea de tiempo, Laurie fingió su muerte en un accidente automovilístico como una forma de escapar de su hermano asesino, cuyo cuerpo no fue encontrado después de Halloween II. Ahora vive bajo el nombre de Keri Tate, y trabaja como directora de una escuela privada de California, donde su hijo adolescente John es estudiante. Laurie, que ya se ha convertido en alcohólica, todavía está obsesionada por los recuerdos del alboroto de su hermano, y vive con el temor de que regrese. Aunque John la descarta como paranoica, sus temores se hacen realidad cuando Michael resurge en Halloween y asesina a dos de los compañeros de clase de John. Después de poner a salvo a su hijo y a su novia, Laurie decide dejar de correr y enfrentarse a su hermano. Ella detiene a Michael, pero, sin estar convencida de que esté realmente muerto, pasa a robar su cuerpo y decapitarlo.

- Halloween: Resurrection (2002): se revela que el hombre que Laurie mató era un paramédico con quien Michael había intercambiado ropa. Laurie, llena de culpa, ahora está reclusa en el Sanatorio Grace Andersen, donde las enfermeras creen que es catatónica. En cambio, ella se está preparando para que Michael regrese, y cuando lo hace, lo atrae a la azotea de la institución. Aunque cae en su trampa, los temores de Laurie de volver a matar a la persona equivocada la superan; cuando ella intenta quitarle la máscara a Michael, Michael la apuñala y Laurie se despide dándole un beso y diciéndole que lo verá en el infierno y Michael la arroja desde el techo, hasta su muerte.

- Halloween (2007): Esta película establece desde el principio que Laurie (nacida Angel Myers) es la hermanita de Michael, apodada "Boo", con quien el joven Michael comparte un estrecho vínculo. Cuando Michael es institucionalizado por matar a su hermana mayor Judith , su madre Deborah es incapaz de hacer frente y se suicida. La bebé Laurie es descubierta por el sheriff Brackett, quien la omite de los registros para su propia protección, y finalmente es adoptada por la familia Strode. El adulto Michael escapa y llega a casa en busca de su hermana, matando a sus padres adoptivos y a su amiga Lynda antes de secuestrar a Laurie. Michael intenta que Laurie lo recuerde mostrándole una foto de ellos cuando eran niños. Esto falla, y Laurie procede a apuñalar a Michael con su propio cuchillo. Laurie se esconde mientras Michael la persigue en su antigua casa de la infancia; cuando la encuentra, ella le dispara en la cabeza con una pistola que tomó del psiquiatra de Michael, el Dr. Sam Loomis, después de lo cual comienza a gritar histéricamente mientras la escena se desvanece en un viejo video casero del joven Michael y el bebé Laurie.

- Halloween II (2009): Laurie se ha mudado con el sheriff Brackett y su hija Annie. Ella sufre pesadillas recurrentes sobre Michael y su madre, y está viendo a un terapeuta para lidiar con el trauma. Loomis más tarde le dice que ella es la hermana de Michael, y que ella también sufre de su "enfermedad". En el clímax de la película, ella le dice a un Michael mortalmente herido que lo ama, antes de apuñalarlo hasta la muerte y ponerse su máscara. En la escena final de la película, ella se sienta aislada en una sala psiquiátrica, sonriendo ante una visión de su madre. En el corte del director de la película, Laurie toma el cuchillo de Michael después de que Michael es asesinado y camina hacia un Loomis herido e inconsciente, y la policía abre fuego contra Laurie, aparentemente matándola también.

- Halloween (2018): Esta película establece que Michael fue arrestado después de su ola de asesinatos en 1978, e institucionalizado durante 40 años en Smith's Grove Sanitario. Laurie sufre de trastorno de estrés postraumático como resultado del alboroto de Michael, y se ha preparado para el posible regreso de Michael a través del entrenamiento de combate; se ha divorciado dos veces, se convirtió en alcohólica y perdió la custodia de su hija, Karen. Michael finalmente escapa de nuevo y regresa a Haddonfield para otra ola de asesinatos. Michael es llevado a la casa de Laurie por su psicólogo desquiciado y se involucra en un enfrentamiento con Laurie, quien lo hiere gravemente y le corta dos dedos, pero él la apuñala en el estómago y la empuja sobre un balcón; cuando Michael va a revisar el cuerpo de Laurie, lo encuentra desaparecido, antes de ser atacado por una Laurie muy viva. Atrapándolo dentro de la habitación segura del sótano, Laurie, Karen y Allyson incendiaron la casa, y el trío escapa en la parte trasera de una camioneta que pasa.

- Halloween Kills (2021): continúa donde la película anterior lo dejó, con Laurie, Karen y Allyson obligadas a ver cómo los camiones de bomberos van a la casa de Laurie mientras el camión los lleva al hospital. Mientras Laurie se recupera en el hospital, Michael escapa y se embarca en un nuevo alboroto, provocando que varios civiles ataquen a inocentes, como confundir a un viejo paciente mental con Michael. Laurie queda en el hospital mientras Karen y Allyson intentan detener a Michael, lo que le permite hablar con Frank Hawkins, el teniente que arrestó a Michael después de su primer alboroto (se da a entender que él es el padre de Karen). Fuera del hospital, un intento de reunir a una turba contra Michael resulta en que Michael mate al resto de esta turba, incluida Karen, quien se sacrifica distrayendo a Michael cuando intenta matar a Allyson.

- Halloween Ends (2022): Cuatro años después, Michael ha estado escondido desde su último alboroto, mientras que Laurie ha sido culpado por provocar sus ataques. El nuevo novio de Allyson, Corey, se convierte en una especie de aprendiz de Michael después de que se encuentran en las alcantarillas, matando tanto a las personas que lo han enojado como a las personas que Corey percibe como una discapacidad para Allyson. Esto culmina con Corey tratando de organizar su propio suicidio de una manera que hace que parezca que Laurie lo mató, pero Michael ataca a Corey en el proceso, permitiendo que Laurie finalmente mate a Michael en una última lucha cortándole las muñecas. Con la intención de asegurarse de que toda la ciudad sepa que está muerto, Laurie lleva el cuerpo de Michael a un depósito de chatarra, destruyéndolo en la trituradora industrial del patio. Posteriormente completa sus memorias y aparentemente renueva su relación con Frank Hawkins.

## Recepción
Laurie ha sido comparada con el personaje de Sally Hardesty en The Texas Chain Saw Massacre por una gran variedad de académicos. James Rose señala los paralelismos entre Laurie y Sally, afirmando:
"... aunque ambas sobrevivan, cada una, al final, requiere la intervención del hombre para salvarlas completamente del antagonista masculino de la obra: Sally es rescatada por un conductor que pasa, mientras que Laurie es salvada por el doctor Loomis (Donald Pleasance). A pesar de esto, tanto Sally como Laurie se combinan para manifestar los atributos clave de la "Chica Final", ya que ambas lucharon, aguantaron y, en el caso de Laurie, atacaron a su agresor hasta que pudieron escapar y ser salvadas. En las películas slasher que surgieron a raíz de Chain Saw y Halloween, la Chica Final constantemente gana fuerza hasta que ella misma derrota al antagonista masculino".
El editor Stefano Lo Verme comparó la actuación de Curtis como Laurie con las actuaciones de Sandra Peabody como Mari Collingwood en The Last House on the Left (1972) y de Marilyn Burns como Sally en The Texas Chain Saw Massacre (1974).